# Patrimonio cultural de Castilla-La Mancha

Escudo de Castilla-La Mancha.

El patrimonio cultural de Castilla-La Mancha es el conjunto de bienes y manifestaciones culturales existentes en esta región. Se define esencialmente en la Ley 4/2013, de 16 de mayo, de Patrimonio Cultural de Castilla-La Mancha.

## Definición
De acuerdo con la distribución de competencias establecida en la Constitución española y en el Estatuto de Autonomía de Castilla-La Mancha, la competencia exclusiva en materia de patrimonio monumental, histórico, artístico y arqueológico y otros centros culturales de interés para Castilla-La Mancha, corresponde a la región. Se exceptúa a los bienes adscritos a servicios públicos gestionados por la Administración General del Estado y los que forman parte del Patrimonio Nacional, que son de competencia estatal.
El patrimonio cultural de Castilla-La Mancha —como el de las demás comunidades autónomas—, tal y como se define en la Ley 4/2013, de 16 de mayo, de Patrimonio Cultural de Castilla-La Mancha, forma parte del patrimonio histórico español, definido en la Ley 16/1985, de 25 de junio, del Patrimonio Histórico Español, normativa básica estatal en esta materia.

### Contenido
El patrimonio cultural de Castilla-La Mancha está constituido por los bienes muebles, inmuebles y manifestaciones inmateriales con valor histórico, artístico, arqueológico, paleontológico, etnográfico, industrial, científico, técnico, documental o bibliográfico de interés para Castilla-La Mancha.
La inclusión de un bien en el patrimonio cultural castellanomanchego no depende de una declaración, catalogación o inventariado, sino que deriva directamente de que el mismo reúna alguno de estos valores. Además, la ley prevé la posibilidad de declarar determinados bienes en algunas figuras de protección: bien de interés cultural (BIC), bien de interés patrimonial (BIP) y elemento de interés patrimonial (EIP).

#### Bienes culturales por ministerio de la ley
- La ley dispone la incorporación expresa al patrimonio cultural de determinados bienes representativos del paisaje castellanomanchego: los molinos de viento, silos, bombos, ventas, manifestaciones de la arquitectura negra y otros elementos etnográficos.[7]
- A los bienes muebles integrantes de las colecciones de los museos, de los archivos históricos y del fondo antiguo de las bibliotecas gestionados por la Administración regional de Castilla-La Mancha se les aplica el régimen de protección previsto para los bienes de interés cultural.[8]
- También quedan declarados de interés cultural, por ministerio de la Ley 16/1985, de 25 de junio, del Patrimonio Histórico Español, e incorporados al patrimonio cultural de Castilla-La Mancha, los que son objeto de su disposición adicional segunda: los castillos, escudos, emblemas, piedras heráldicas, rollos de justicia, cruces de término y piezas similares de interés histórico-artístico anteriores a 1863,[9] así como las cuevas, abrigos y lugares que contengan manifestaciones de arte rupestre.[10]

## Figuras de protección
Los bienes muebles, inmuebles e inmateriales integrantes del patrimonio cultural de Castilla-La Mancha pueden ser declarados en alguna de las siguientes figuras de protección.

### Bien de interés cultural
Los bienes de interés cultural, figura homologada a nivel nacional, son aquellos que reúnen de forma singular y sobresaliente alguno de los valores mencionados en la ley.
Estos bienes pueden ser declarados en las siguientes categorías:
- Los inmuebles pueden ser clasificados como monumento, jardín histórico, conjunto histórico, sitio histórico, zona arqueológica o zona paleontológica.
- Los muebles pueden ser clasificados como bien mueble unitario, conjunto o colección.
- Los bienes inmateriales no tienen ninguna categoría específica.

La declaración se produce mediante acuerdo del Consejo de Gobierno previa tramitación del correspondiente expediente administrativo.

### Bien de interés patrimonial
Los bienes de interés patrimonial son el segundo nivel autonómico de protección. Son aquellos que reúnen alguno de los valores señalados de forma relevante.
Estos bienes también pueden ser declarados en distintas categorías:
- Los inmuebles pueden ser clasificados como construcción de interés patrimonial, yacimiento arqueológico de interés patrimonial o yacimiento paleontológico de interés patrimonial.
- Los muebles pueden ser declarados individualmente o como conjunto.
- Los bienes inmateriales no tienen tampoco ninguna categoría específica.

La declaración se produce mediante resolución del titular de la Consejería competente en materia de patrimonio cultural previa tramitación del correspondiente expediente administrativo.

### Elemento de interés patrimonial
Se trata de aquella parte de un inmueble que no tiene los valores suficientes para ser declarado bien de interés cultural o bien de interés patrimonial, pero que reúne alguno de los valores citados en la norma.
La declaración se produce mediante resolución del titular de la Consejería competente en materia de patrimonio cultural previa tramitación del correspondiente expediente administrativo.

## Registros del patrimonio cultural
Además de en los siguientes registros, los bienes declarados de interés cultural deben ser inscritos en el Registro General de Bienes de Interés Cultural y los bienes muebles catalogados lo son asimismo en el Inventario General de Bienes Muebles, ambos dependientes del Ministerio de Cultura.

### Catálogo del Patrimonio Cultural
El Catálogo es el instrumento público en el que se inscriben los bienes de interés cultural, los bienes de interés patrimonial y los elementos de interés patrimonial.

### Inventario del Patrimonio Cultural
En el Inventario se inscriben todos los bienes culturales existentes en el territorio de Castilla-La Mancha, incluidos los bienes inscritos en el Catálogo y los que reúnen alguno de los valores señalados en la ley.

## Régimen de protección y conservación
La ley prevé para todos los bienes un amplio régimen común de protección y conservación. Los bienes catalogados gozan, además del anterior, de determinadas disposiciones destinadas a reforzarlo. A los bienes de interés cultural se les aplica, además de los dos regímenes anteriores, algunas disposiciones adicionales.

### Régimen común de protección y conservación
Este régimen es aplicable a todos los bienes integrantes del patrimonio cultural de Castilla-La Mancha. Se describe en el Capítulo I del Título II de la Ley 4/2013.

#### Conservación y uso
- Los propietarios, poseedores y titulares de derechos reales sobre estos bienes deben asegurar su conservación, cuidado y protección adecuados para asegurar su integridad y evitar su pérdida, deterioro o destrucción.[20]
- Los poderes públicos también tienen que garantizar su conservación, protección y enriquecimiento de acuerdo con lo establecido en la ley y en la normativa urbanística aplicable.[20]
- Se establecen medidas en caso de incumplimiento para obligar a los responsables a tomar las medidas adecuadas, incluyendo la imposición de multas coercitivas o la ejecución subsidiaria a costa de los obligados.[20]

#### Acceso
- Los propietarios, poseedores y titulares de derechos reales sobre estos bienes deben permitir el acceso a los mismos con fines de inspección, para la realización de los informes necesarios en la tramitación de su declaración así como a investigadores debidamente autorizados por la Consejería competente.[21]
- Se debe facilitar su visita pública en las condiciones que se establezcan reglamentariamente.[nota 2] Los actos y disposiciones administrativas que establezcan las condiciones de visita deben garantizar el respeto a la intimidad personal y familiar. La Administración regional puede dispensar del cumplimiento de estas obligaciones en base a motivos técnicos de conservación o para proteger el derecho a la intimidad personal y familiar o cualquier otro cuya protección prevalezca sobre el derecho de visita.[21]
- En el caso de bienes muebles, se puede acordar el depósito de los mismos para cumplir con el derecho de acceso, estableciendo la Consejería competente los términos del mismo.[nota 3][21]

#### Comercio de bienes muebles
- Las personas y entidades que se dediquen habitualmente al comercio de estos bienes muebles deberán inscribirse en un registro de comerciantes creado al efecto.[22]
- Deberán además llevar un libro de registro legalizado por la Consejería competente en el que harán constar las transacciones que efectúen con estos bienes. Anotarán en el mismo los datos de identificación del objeto y las partes que intervengan en cada transacción, dando cuenta semestralmente de ello a la Consejería competente.[22]

#### Autorización de intervenciones en bienes inmuebles
Cualquier intervención que se proyecte realizar en bienes inmuebles integrantes del patrimonio cultural de Castilla-La Mancha requiere autorización previa de la Consejería competente.

#### Criterios de intervención en bienes inmuebles
- Se ajustarán al criterio de mínima intervención para asegurar la conservación y adecuada transmisión de los valores del bien, respetándose la información histórica, los materiales tradicionales, los métodos de construcción y las características esenciales del bien. Puede autorizarse el uso de elementos y técnicas actuales para su mejor conservación.[24]
- Se respetarán las características volumétricas, estéticas, ornamentales y espaciales así como las aportaciones de distintas épocas. La eliminación de alguna de ellas deberá estar documentada y debidamente justificada en orden a la adecuada conservación del bien.[24]
- Se evitarán intentos de reconstrucción, salvo los necesarios para la consolidación y siempre y cuando no lleven a confusiones miméticas que falseen la autenticidad histórica.[24]
- No podrán alterar los valores arquitectónicos, visuales y paisajísticos del bien, incluido su entorno de protección en bienes catalogados.[24]

#### Autorización de intervenciones en bienes muebles
Cualquier intervención que se proyecte realizar en bienes muebles integrantes del patrimonio cultural de Castilla-La Mancha requiere autorización previa de la Consejería competente.

#### Criterios de intervención en bienes muebles
- Se ajustarán al criterio de mínima intervención, priorizando los tratamientos que aseguren la mínima manipulación directa de las obras en beneficio de la conservación preventiva.[26]
- Se respetarán las aportaciones históricas, siempre que constituyan un valor propio de los bienes y su eliminación sólo se autorizará cuando estén suficientemente documentadas, supongan una degradación del bien y se permita así una mejor interpretación histórica y cultural del mismo.[26]
- Los materiales empleados deberán ser compatibles con el original y su eficacia e inocuidad suficientemente comprobadas y contrastadas, teniéndose en cuenta criterios de reversibilidad.[26]

#### Suspensión de intervenciones
- La Consejería competente podrá impedir el derribo y suspender cualquier obra o intervención en todos aquellos bienes en los que aprecie la concurrencia de alguno de los valores citados en la norma.[27]
- A estos efectos, ordenará la realización de los informes que estime necesarios para resolver, en el plazo máximo de dos meses, sobre si procede continuar o no las actuaciones interrumpidas, pudiendo incoarse expediente de declaración como BIC, BIP o EIP. Si en el citado plazo no hubiera recaído resolución, podrán proseguir las actuaciones.[27]

### Régimen de protección de los bienes catalogados
Este régimen es aplicable a los bienes inscritos en el Catálogo del Patrimonio Cultural, es decir los bienes declarados de interés cultural (BIC) o patrimonial (BIP) y los elementos de interés patrimonial (EIP). Es cumulativo con el anterior.
- Toda pretensión de enajenación de un BIC o BIP debe ser notificada a la Consejería competente, teniendo la Administración derecho de tanteo y retracto sobre cualquier enajenación a título gratuito u oneroso de estos bienes.[29]
- Los bienes catalogados que sean propiedad de la Administración y de las entidades locales son imprescriptibles, inalienables e inembargables y sólo pueden transmitirse a otras administraciones públicas.[30] Aquellos que sean propiedad de instituciones eclesiásticas sólo pueden transmitirse a la Administración, entidades de derecho público u otras instituciones eclesiásticas.[31]

#### Expropiación forzosa
Son causas de interés social para el ejercicio de la expropiación forzosa de bienes catalogados:
- El incumplimiento de las obligaciones de protección y conservación de estos bienes.
- La existencia de inmuebles que impidan o perturben la utilización, contemplación, acceso o disfrute de bienes declarados BIC o BIP, que atenten contra la armonía ambiental o que generen un riesgo para su conservación.
- Las necesidades de suelo para la realización de obras destinadas al acceso y conservación de bienes declarados BIC y de las destinadas a la creación, ampliación y mejora de museos, archivos y bibliotecas de interés para Castilla-La Mancha.
- La necesidad de ampliar excavaciones en un yacimiento arqueológico o paleontológico declarado BIC o BIP, por la relevancia de los restos que se encuentren.

La potestad expropiatoria puede ser ejercitada por las entidades locales, debiendo estas notificar previamente su propósito a la Administración regional, quien tendrá preferencia en su ejercicio. Transcurridos dos meses sin pronunciamiento de la Administración regional, se entiende que renuncia al ejercicio de este derecho preferente.

#### Autorización de demolición en caso de ruina
- El inicio de un procedimiento para la declaración de situación de ruina o de ruina física inminente de un bien catalogado deberá comunicarse a la Consejería competente, quien deberá emitir informe favorable para la demolición.[33]
- En caso de tener que adoptarse medidas urgentes, la Consejería emitirá informe previo en el plazo de veinticuatro horas a contar desde la entrada de la comunicación en el registro.[33]

### Régimen de protección de los bienes de interés cultural
Este régimen, que es cumulativo con los dos anteriores, aplica específicamente a los bienes declarados de interés cultural (BIC). La ley dispone que estos bienes gozan de la máxima protección y tutela y que su utilización está siempre subordinada a que no se pongan en peligro su conservación y sus valores. Cualquier cambio de uso, segregación o agregación habrán de ser autorizados por la Consejería competente.

#### Régimen de bienes inmuebles
- Estos bienes son inseparables de su entorno, salvo por causa de fuerza mayor o interés social, previa autorización de la Consejería competente.[36]
- En ellos no pueden instalarse publicidad, antenas, conducciones y cualquier otro elemento que perjudique su adecuada conservación o menoscabe su apreciación dentro del entorno. Esta prohibición puede ser levantada excepcionalmente por la Consejería competente.[37]
- En el caso de un conjunto histórico, la declaración comporta la obligación para el ayuntamiento de redactar un plan especial de protección del área afectada o cualquier otro instrumento previsto en la legislación urbanística o de ordenación del territorio que cumpla con los objetivos de la ley.[38]
- Se establecen además otras medidas que regulan el planeamiento urbanístico y la conservación de los conjuntos históricos, sitios históricos, zonas arqueológicas y zonas paleontológicas.[39],[40],[41]

#### Régimen de bienes muebles
- El traslado de bienes muebles declarados de interés cultural debe ser autorizado por la Consejería competente.[42]
- Los bienes muebles incorporados a la declaración de un BIC inmueble no podrán ser trasladados salvo en circunstancias extraordinarias y por razones de salvaguarda y conservación, previa autorización de la Consejería competente.[42]
- La Consejería competente podrá ordenar el traslado de bienes en grave peligro de deterioro o desaparición, que serán depositados en el lugar que se determine.[42]
- El régimen de protección previsto para los muebles declarados BIC aplica también a todos los bienes integrantes de las colecciones de los museos, archivos históricos y fondo antiguo de las bibliotecas gestionadas por la Administración regional.[8]

#### Régimen de bienes inmateriales
La protección de estos bienes se realizará mediante la documentación, recopilación y registro en soporte no perecedero de sus testimonios disponibles. En la declaración de los mismos se establecerán las medidas concretas de protección y fomento.

## Régimen sancionador
La ley prevé sanciones administrativas para las infracciones a estos regímenes de protección, así como para cualquier menoscabo a los bienes del patrimonio cultural de Castilla-La Mancha.